# R.C. Grand Prix
| Críticas profissionais | Críticas profissionais |
| Avaliações da crítica  | Avaliações da crítica  |
| Fonte                  | Avaliação              |
| ---------------------- | ---------------------- |
| IGN                    | (6/10)                 |

R.C. Grand Prix é um jogo eletrônico de corrida com imagem isométrica de visão superior lançado em 1990 para o console de videogame Sega Master System.

## Jogabilidade
O R.C. Grand Prix é um jogo eletrônico de corrida com imagem isométrica de visão superior, em que o player controla um carro de controle remoto e corre contra três outros carros para se tornar o grande campeão. O jogador tem que jogar através de 10 etapas cada vez mais difíceis e comprar novas peças para o carro controlado a partir do prêmio em dinheiro concedido em cada etapa. Se o jogador for colocado por último em um estágio ou não completar o estágio dentro do limite de tempo, o jogo termina.
É possível jogar este jogo no modo multi-player com até quatro jogadores. Os jogadores jogam um por vez, e a ordem de jogo é baseada na classificação atual do jogo. O jogo também apresenta um estágio de bônus de drag race que só está disponível no modo multi-player. Aqui, dois jogadores competem entre si por algum preço-bônus.
Como a maioria dos outros jogos do Master System, o game não possui a opção de salvar o progresso do player no jogo. Isso também inclui a pontuação final do jogo.